# 班迪哥 (澳大利亞國會選區)
班迪戈選區（英語：Division of Bendigo），是澳大利亞維多利亞州的下議院選區，位於維州中部，因同名城鎮而得名。面積7,286平方公里。
選區始於1900年，是原始的七十五個聯邦國會選區之一。1972年以後是澳大利亞工黨和自由黨競爭的選區。2010年大選，尋求連任的、工黨的史提夫·吉本斯成功連任。